# Naglaa Ali Mahmoud
Naglaa Ali Mahmoud (arabe : نجلاء على محمود), née le 4 juillet 1962 à Ain Shams, est l'épouse du cinquième président égyptien Mohamed Morsi. Elle a été Première dame d'Égypte de 2012 à 2013.

## Biographie

### Origines et vie américaine
Naglaa Mahmoud naît en 1962 à Ain Shams, un faubourg pauvre du Caire (Égypte). Elle étudie dans un lycée égyptien. En 1979, elle épouse Mohamed Morsi, son cousin, alors qu'elle a 17 ans et lui 28,.
Mohamed Morsi part ensuite à Los Angeles (États-Unis) afin d'y terminer ses études à l'université de Californie du Sud ; elle l'y rejoint un an et demi plus tard, après avoir commencé un cursus à la faculté d'anglais du Caire. Aux États-Unis, tous deux adhèrent au mouvement des Frères musulmans. Le couple a quatre fils et une fille. Les deux aînés, nés à Los Angeles, ont, de fait, la nationalité américaine. Elle travaille au Centre islamique de Californie. Alors que son mari monte dans la hiérarchie des Frères musulmans, Naglaa Ali Mahmoud a des activités caritatives notamment dans le domaine de l'éducation au mariage des jeunes filles membres, sur le sol américain. Le couple rentre en Égypte en 1985.

### Première dame d'Égypte
Son époux devient président en 2012, à la suite de sa victoire lors de l'élection présidentielle. Dans sa première entrevue avec les médias, elle déclare qu'elle ne veut pas être appelée Première dame, mais plutôt « Première servante [du peuple égyptien] », ou bien encore « Oum Ahmed », « un surnom traditionnel qui la situe comme la mère d'Ahmed, son fils aîné ».
Selon Mayy el-Cheikh et David Kirkpatrick, journalistes du Figaro, son style tranche avec les deux précédentes Premières dames d'Égypte : « On ne peut trouver de femme plus différente des deux précédentes Premières dames, Suzanne Moubarak et Jihane el-Sadate : distantes, avec du sang britannique dans les veines et semblant sortir tout droit d'un magazine de mode, elles avaient de belles coiffures et étaient bardées de diplômes universitaires. Avec son image de Madame Tout-le-monde traditionaliste, Mme Mahmoud est devenue le symbole d'une démarcation dans cette guerre culturelle qui fait de l'unité un objectif difficile à atteindre depuis la chute d'Hosni Moubarak. Pour certains, elle représente le changement que promettait le Printemps arabe. L'occupante du palais présidentiel vit comme les sœurs et les mères des Égyptiens. Elle leur ressemble ». Contrairement à ses prédécesseurs, elle ne porte pas non plus le nom de son mari, ce qui est une « convention occidentale ». Elle est cependant critiquée pour être à l'opposé de la femme moderne et émancipée, qui avait été une réussite du régime Moubarak, malgré l'aspect dictatorial du pouvoir.
Alors que peu d'hommes politiques égyptiens mettent en avant leurs épouses, Mohamed Morsi n'hésite pas à déclarer dans plusieurs interviews que son mariage est « la plus belle réussite de [sa] vie privée ». Femme au foyer, elle partage néanmoins avec son mari les tâches ménagères. Elle a été présente à de nombreux meetings de ce dernier durant la campagne pour l'élection présidentielle, mais n'a que rarement pris la parole publiquement, même si elle a accordé plusieurs entretiens à la presse.

## Sources
- (en) Cet article est partiellement ou en totalité issu de l’article de Wikipédia en anglais intitulé « Naglaa Mahmoud » (voir la liste des auteurs).